# Timmendorf (Poel)
Timmendorf ist ein Ortsteil der Gemeinde Insel Poel auf der gleichnamigen Ostseeinsel im Landkreis Nordwestmecklenburg in Mecklenburg-Vorpommern. Der Ort liegt an der Westküste der Insel Poel und gliedert sich in die Ortsteile Timmendorf und Timmendorf Strand, die etwa einen Kilometer voneinander entfernt liegen.

## Leuchtturm und Hafen
Eine weithin sichtbare Landmarke in Timmendorf Strand und Seezeichen für die Navigation in der Wismarbucht ist der Leuchtturm Timmendorf. Dieser ist Teil des alten Lotsenhauses. Mitte der 1950er Jahre wurde keine hundert Meter entfernt ein neues Lotsenhaus mit Aussichtsturm erbaut.
In dem kleinen Hafen können sowohl Sportboote als auch Fischereifahrzeuge anlegen. Am Steg des Wasserstraßen- und Schifffahrtsamtes Ostsee haben auch das Lotsenboot der Lotsenbrüderschaft Wismar-Rostock-Stralsund und ein Seenotrettungsboot der Deutschen Gesellschaft zur Rettung Schiffbrüchiger ihren Liegeplatz.

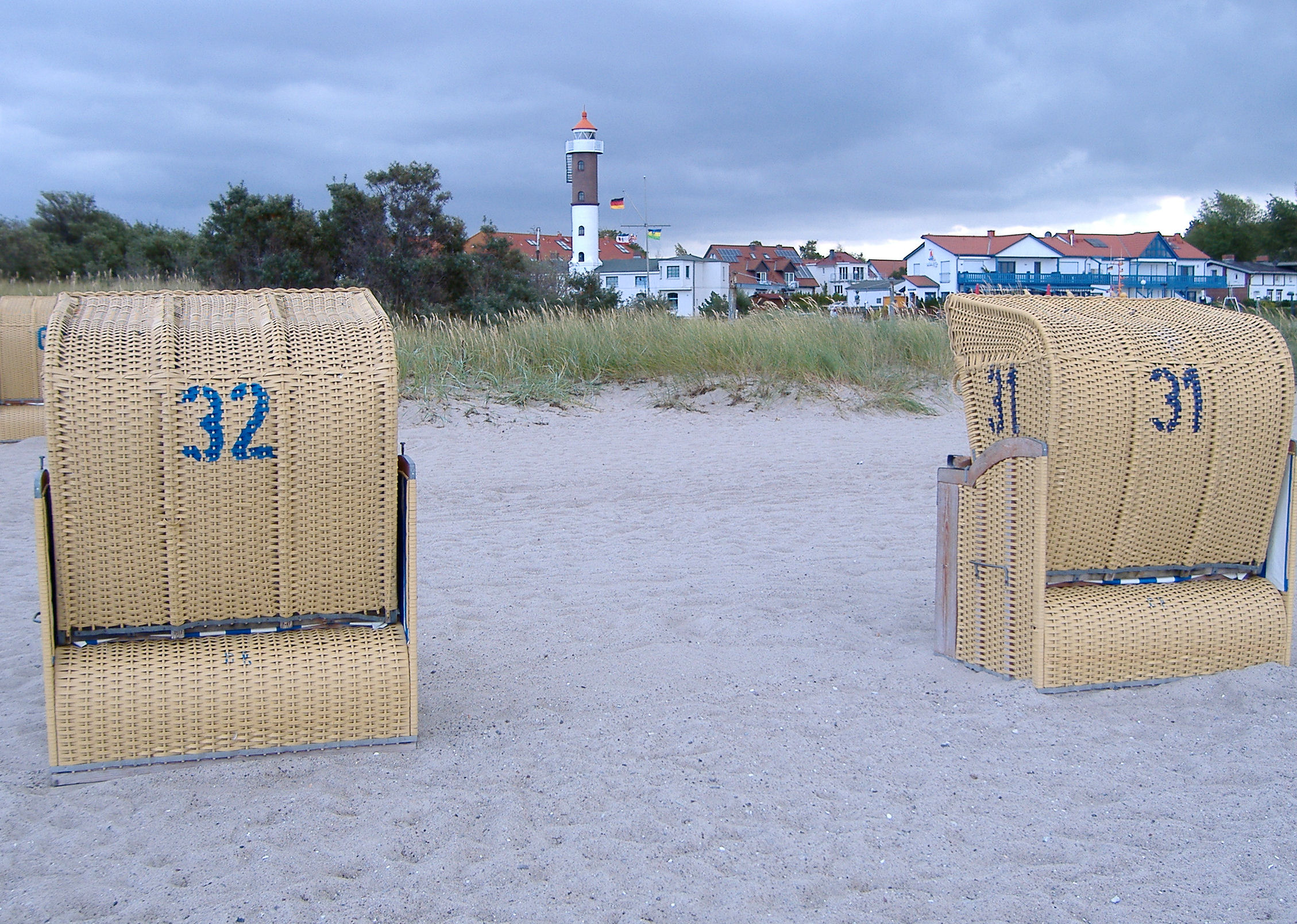
Strand von Timmendorf auf der Insel Poel

## Badestrand und Tourismus
Der Ort verfügt über einen kilometerlangen Sandstrand. Die touristische Infrastruktur umfasst neben diversen Ferienwohnungen auch einen mittlerweile ausgedehnten Campingplatz, einen Parkplatz (gleichzeitig Stellplatz für Wohnmobile) sowie einige Gaststätten.
Die Buslinien 230 bzw. 430 von NAHBUS Nordwestmecklenburg verbinden Timmendorf Strand mehrmals täglich mit dem ZOB am Bahnhof Wismar. In Wismar bestehen Anschlüsse an Züge des Regionalverkehrs zur Fahrt nach Rostock sowie Schwerin und Berlin.